# Esküdtszék

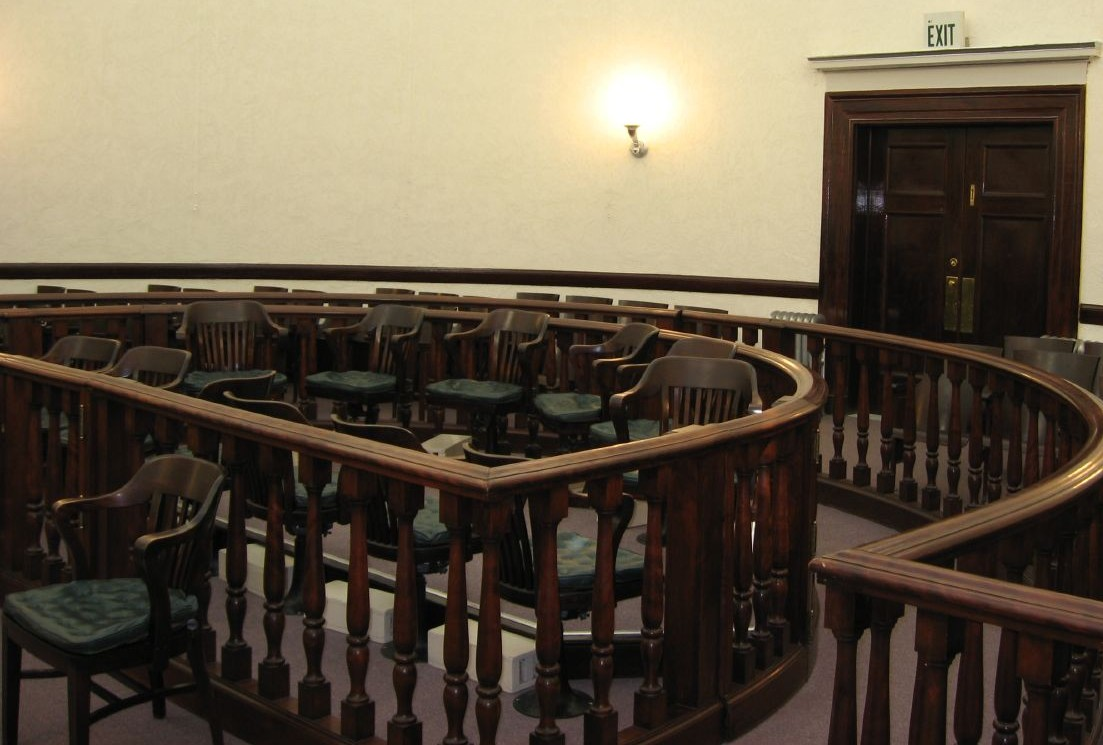
Az esküdtszék helye egy amerikai bírósági tárgyalóteremben.

Az esküdtszék (angolul és franciául jury, kiejtve [ˈdʒʊɹi], illetve [ʒyˈriː]) egyes országok jogrendszerében létező, felesketett tagokból álló testület, amelynek feladata, hogy elfogulatlan, részrehajlás nélküli határozatot, ítéletet vagy büntetést állapítson meg a bíróság által elé terjesztett ügyben. A jelenkori esküdtszékek feladata jellemzően az, hogy eldöntsék, a vádlott „bűnös” vagy „nem bűnös”. (Olyan határozat nem létezik, hogy „ártatlan”.) Az esküdtszék tagjai az esküdtek, akiket alkalomszerűen választanak meg.
Az esküdtszék a laikus bíráskodás intézménye, leginkább az angolszász jogrendszerből ismert, Angliában és a volt brit gyarmatokon alkalmazzák, és több típusa is létezik. A "kis esküdtszék", gyakran egyszerűen csak "esküdtszék" (petit jury, tagjainak száma általában 12 vagy 15) feladata rendszerint a bűnösség megállapítása, ami történhet önállóan vagy a bíró részvételével. A "nagy esküdtszék" (grand jury), magyarul vádesküdtszék (tagjainak száma 25) ma már csak az Egyesült Államokban és Libériában működik, feladata annak megállapítása, hogy a rendelkezésre álló bizonyítékok alapján megindítható-e a büntetőeljárás.

## Kapcsolódó szócikk
- Esküdtbíróság(wd) (jury trial)